# Monticello (Minnesota)
Pour les articles homonymes, voir Monticello (homonymie).
Monticello est une ville située dans le comté de Wright, dans l'État du Minnesota aux États-Unis. Lors du recensement de 2010, sa population s'élevait à 12 759 habitants.